# Корчицька сільська рада
Ко́рчицька сільська́ ра́да — адміністративно-територіальна одиниця та орган місцевого самоврядування в Шепетівському районі Хмельницької області. Адміністративний центр — село Корчик.

## Загальні відомості
Корчицька сільська рада утворена в 1937 році.
- Територія ради: 6,846 км²
- Населення ради: 1 989 осіб (станом на 2001 рік)
- Територією ради протікає річка Корчик

## Населені пункти
Сільській раді підпорядковані населені пункти:
- с. Корчик
- с. Романів
- с. Хутір

## Склад ради
Рада складається з 16 депутатів та голови.
- Голова ради: Кондратюк Василь Романович
- Секретар ради: Грицишина Людмила Володимирівна

### Керівний склад попередніх скликань
| Прізвище, ім'я, по батькові | Основні відомості                                                         | Дата обрання | Дата звільнення |
| --------------------------- | ------------------------------------------------------------------------- | ------------ | --------------- |
| Кондратюк Василь Романович  | Сільський голова, 1950 року народження, освіта вища, безпартійний         | 26.03.2006   | 31.10.2010      |
| Кондратюк Василь Романович  | Сільський голова, 1950 року народження, освіта вища, член Партії регіонів | 31.10.2010   |                 |

Примітка: таблиця складена за даними сайту Верховної Ради України

### Депутати
За результатами місцевих виборів 2010 року депутатами ради стали:

#### За суб'єктами висування
| Суб'єкт висування            | Кількість обраних депутатів | %    |
| ---------------------------- | --------------------------- | ---- |
| Партія регіонів              | 10                          | 62,5 |
| Самовисування                | 3                           | 18,8 |
| Народна партія               | 2                           | 12,5 |
| Соціалістична партія України | 1                           | 6,3  |

#### За округами
| № округу                     | Прізвище, ім'я, по батькові         | Дата визнання обраним | Освіта             | Партійна приналежність                        | Відомості про обраного депутата                          |
| ---------------------------- | ----------------------------------- | --------------------- | ------------------ | --------------------------------------------- | -------------------------------------------------------- |
| Народна Партія               |                                     |                       |                    |                                               |                                                          |
| 4                            | Пойовський Василь Андрійович        | 02.11.2010            | середня спеціальна | член Народної партії                          | ДП «Шепетівськийлісгосп», майстер лісу                   |
| 10                           | Гаврилюк Альона Василівна           | 02.11.2010            | середня спеціальна | член Народної партії                          | Романівський фельдшерсько-акушерський пункт, завідувачка |
| Партія регіонів              |                                     |                       |                    |                                               |                                                          |
| 1                            | Грицишина Людмила Володимирівна     | 02.11.2010            | середня спеціальна | член Партії регіонів                          | Корчицька сільська рада, секретар виконкому              |
| 2                            | Кудрик Олена Миколаївна             | 02.11.2010            | вища               | позапартійна                                  | Корчицька загальноосвітня школа І-ІІІ ст., завуч         |
| 3                            | Васьківська Валентина Броніславівна | 02.11.2010            | середня спеціальна | позапартійна                                  | пенсіонер                                                |
| 8                            | Квятківська Наталія Миколаївна      | 02.11.2010            | середня спеціальна | позапартійна                                  | Романівська сільська бібліотека, бібліотекар             |
| 9                            | Лютовська Тетяна Петрівна           | 02.11.2010            | середня спеціальна | позапартійна                                  | Корчицька сільська рада, землевпорядник                  |
| 11                           | Краковський Юрій Станіславович      | 02.11.2010            | вища               | позапартійний                                 | Корчицька ветлікарня, ветлікар                           |
| 13                           | Ільчук Петро Костянтинович          | 02.11.2010            | середня спеціальна | позапартійний                                 | приватний підприємець                                    |
| 14                           | Киян Олександр Михайлович           | 02.11.2010            | середня спеціальна | позапартійний                                 | ПП Дигодюк, майстер лісу                                 |
| 15                           | Ковтонюк Олег Григорович            | 02.11.2010            | середня спеціальна | позапартійний                                 | приватний підприємець                                    |
| 16                           | Караван Світлана Романівна          | 02.11.2010            | середня спеціальна | позапартійна                                  | Хутірський фельдшерсько-акушерський пункт, завідувачка   |
| Соціалістична партія України |                                     |                       |                    |                                               |                                                          |
| 5                            | Андрощук Микола Петрович            | 02.11.2010            | середня спеціальна | член Соціалістичної партії України            | тимчасово не працює                                      |
| Самовисування                |                                     |                       |                    |                                               |                                                          |
| 6                            | Андрощук Галина Миколаївна          | 02.11.2010            | середня спеціальна | позапартійна                                  | ТОВ «Лотівка Еліт», бухгалтер                            |
| 7                            | Приймак Алла Леонідівна             | 02.11.2010            | середня спеціальна | позапартійна                                  | тимчасово не працює                                      |
| 12                           | Бузель Ніна Володимирівна           | 02.11.2010            | вища               | член Всеукраїнського об'єднання «Батьківщина» | Хутірська загальноосвітня школа І-ІІ ст., вчитель        |